# Bicaudella rostrata
Bicaudella rostrata är en insektsart. Bicaudella rostrata ingår i släktet Bicaudella och familjen långrörsbladlöss. Inga underarter finns listade i Catalogue of Life.